# Paulino Monroy
Paulino Monroy (Celaya, Guanajuato; 26 de agosto de 1985), conocido simplemente como Paulino Monroy, es un cantautor, productor y músico mexicano.

## Biografía
Paulino Monroy es un compositor, cantante y productor mexicano reconocido en varios movimientos de la música latinoamericana actual, desde el rock hasta el cancionista independiente, el pop alternativo o el mainstream.
Ha colaborado en vivo y en estudio con artistas como Siddhartha, Pedro Piedra, Vanessa Zamora, Mon Laferte Ivan Ferreiro, Juan Pablo Vega Mc Davo, Franco de Vita, entre otros.
En el 2015 realizó su primer Lunario presentando en vivo su más reciente producción discográfica, #LargaDuración logrando un soldout. Tiene una trayectoria de varios años y ha pisado prácticamente todos los foros más grandes e importantes del país interpretando siempre su música, también se ha presentado en países como Colombia, Argentina y Chile, así como en EUA en su más reciente gira por 4 estados de Norteamérica.
Ha formado parte de 3 bandas sonoras de películas mexicanas (Compadres, Busco novio para mi mujer, Milagro en Praga) con "Frenesí", "Hoy que ya te has ido", y "Tú y yo y ya", la serie Correr para vivir de Espn con "Vivo" y 3 tele series chilenas con: "Lugar de amor, "Un paso adelante" y "Frenesí", su sencillo "Conexión espiritual" llegó al segundo puesto de la lista Billboard de canciones con mayor audiencia en la radio mexicana.  La canción "frenesí" la compuso con MC Davo.

## Discografía
Álbumes de estudio
- 2015: "Larga Duración"
- 2018: "Cuento Vaquero"
- 2019: "Fénix"
- 2022: "Yesterdam"
- 2024: "Tiger" Estreno Diciembre 2024

Remixes
- 2018: "Te Quedas o Te Vas" Ghetto Kids Remix

## Giras
- 2016 Larga Duración Tour
- 2017 Víctimas de la Primavera
- 2019 Gira Cuento Vaquero
- 2022 Calles Lejanas
- 2023 Yesterdam

## Sencillos
- 2014: «Conexión espiritual»
- 2014: «Tú y yo y ya»
- 2015: «Disparaste a matar»[1]
- 2015: «Frenesi» ft MC Davo[1]
- 2016: «Hoy que ya te has ido»
- 2016: «Víctima»
- 2017: «Dejaré (Feat. Julieta Venegas)»
- 2018: «Te Quedas o Te Vas»
- 2018: «Alaska»
- 2019: «Cuento Vaquero»
- 2019: «Resplandecer»
- 2019: «Piquete de Amor»
- 2019: «Fuego Sobre Fuego»
- 2019: «Fénix»
- 2020: Abre Los Ojos · Paulino Monroy · Safree
- 2020: «Nunca Aterrizar»
- 2020: «Marioneta»
- 2021: «Un Beso»
- 2021: «Pienso en Ti Cuando Me Emborracho»
- 2021: «Sol»
- 2021: «Magnolia»
- 2021: «Film en Tiempo Real»
- 2021: «Siempre»
- 2022: «Abordo»
- 2022: «Calles Lejanas»
- 2022: «Esmeralda Hotel»
- 2022: «El Momento»
- 2020: «Nunca Aterrizar»
- 2022: «Donde Nunca Has LLegado Acustica»
- 2023: «Yes»
- 2023: «Madre»
- 2023: «Hoy es Navidad»
- 2023: «Interestelar»
- 2024: «Ahorita»